# Mezmerize
Mezmerize (рус. Завораживать) — четвёртый студийный альбом американской альтернативной метал группы System of a Down, выпущенный 17 мая 2005 года на лейблах American Recordings и Columbia Records. Данный альбом является первой частью концептуальной дилогии Mezmerize/Hypnotize.
Альбом получил широкое признание критиков.

## Об альбоме

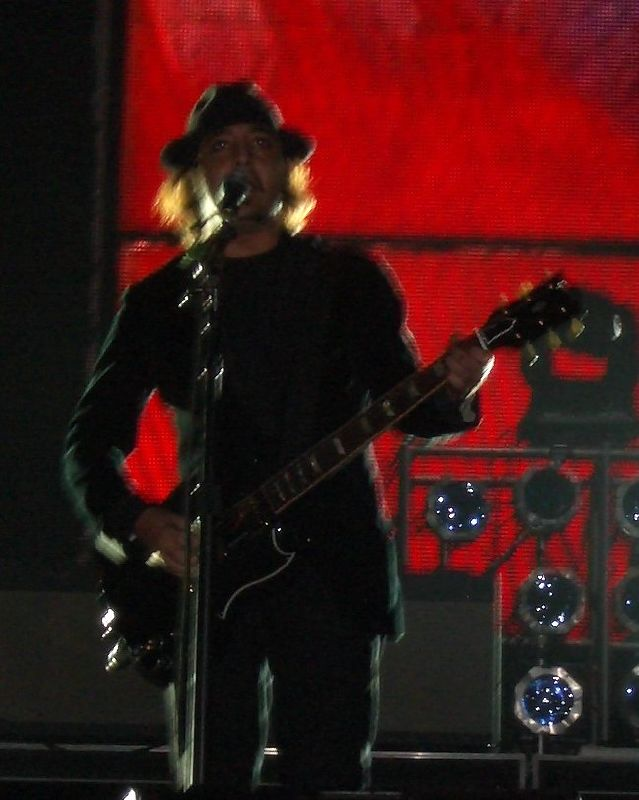
Дарон Малакян в 2006 году

Несмотря на разницу во времени между выпусками, Mezmerize и Hypnotize были записаны в один и тот же период времени. Mezmerize примечателен тем, что гитарист и до этого бэк-вокалист группы Дарон Малакян отныне сам стал исполнять многие написанные им вокальные партии наряду с основным вокалистом группы Сержем Танкяном. В 2018 году Малакян и Танкян независимо друг от друга показали, что на момент записи двух альбомов Танкян почти не входил в группу. По словам Танкяна, это произошло из-за различий в креативном вкладе и распределении финансовых доходов.
Оформление альбома сделано Вартаном Малакяном, отцом гитариста Дарона Малакяна.

## Список композиций
Композитором всех песен является Дарон Малакян, за исключением песни «Question!» — Дарон Малакян, Серж Танкян.
| №                   | Название                                           | Текст песни          | Перевод                                                    | Длительность |
| ------------------- | -------------------------------------------------- | -------------------- | ---------------------------------------------------------- | ------------ |
| 1.                  | «Soldier Side - Intro»                             | Малакян              | Рай для солдат - вступление                                | 1:03         |
| 2.                  | «B.Y.O.B.»                                         | Серж Танкян, Малакян | Принесите свои бомбы                                       | 4:15         |
| 3.                  | «Revenga»                                          | Танкян, Малакян      | Месть                                                      | 3:48         |
| 4.                  | «Cigaro»                                           | Малакян              | Сигара                                                     | 2:11         |
| 5.                  | «Radio/Video»                                      | Малакян              | Радио/Телевизор                                            | 4:09         |
| 6.                  | «This Cocaine Makes Me Feel Like I'm on This Song» | Танкян, Малакян      | От кокаина у меня такое чувство, что я подсел на эту песню | 2:08         |
| 7.                  | «Violent Pornography»                              | Малакян              | Жёсткое порно                                              | 3:31         |
| 8.                  | «Question!»                                        | Танкян               | Вопрос!                                                    | 3:20         |
| 9.                  | «Sad Statue»                                       | Танкян, Малакян      | Печальная статуя                                           | 3:25         |
| 10.                 | «Old School Hollywood»                             | Малакян              | Старый добрый Голливуд                                     | 2:56         |
| 11.                 | «Lost in Hollywood»                                | Малакян              | Потерянные в Голливуде                                     | 5:20         |
| Общая длительность: | Общая длительность:                                | Общая длительность:  | Общая длительность:                                        | 36:06        |

## Участники записи
| System of a Down - Серж Танкян — вокал, гитара, клавишные, струнные аранжировки - Дарон Малакян — вокал, гитара, продюсер - Шаво Одаджян — бэк-вокал, бас-гитара - Джон Долмаян — барабаны, перкуссия Приглашённые музыканты - Марк Манн — струнные аранжировки | Производственный персонал - Рик Рубин — продюсер - Энди Уоллес — микширование - Дэвид Шиффман — звукорежиссёр - Джейсон Лейдер — монтаж - Дана Нильсен — монтаж - Филлипп Броусард — помощник звукорежиссёра - Джон О’Махоуни — Pro Tools-инженер - Стив Сискоу — помощник микшера - Джо Пилусо — помощник микшера - Вартан Малакян — художественное оформление - System of a Down — графический дизайн - Брэнди Флавер — графический дизайн |